# Massimo Carlotto

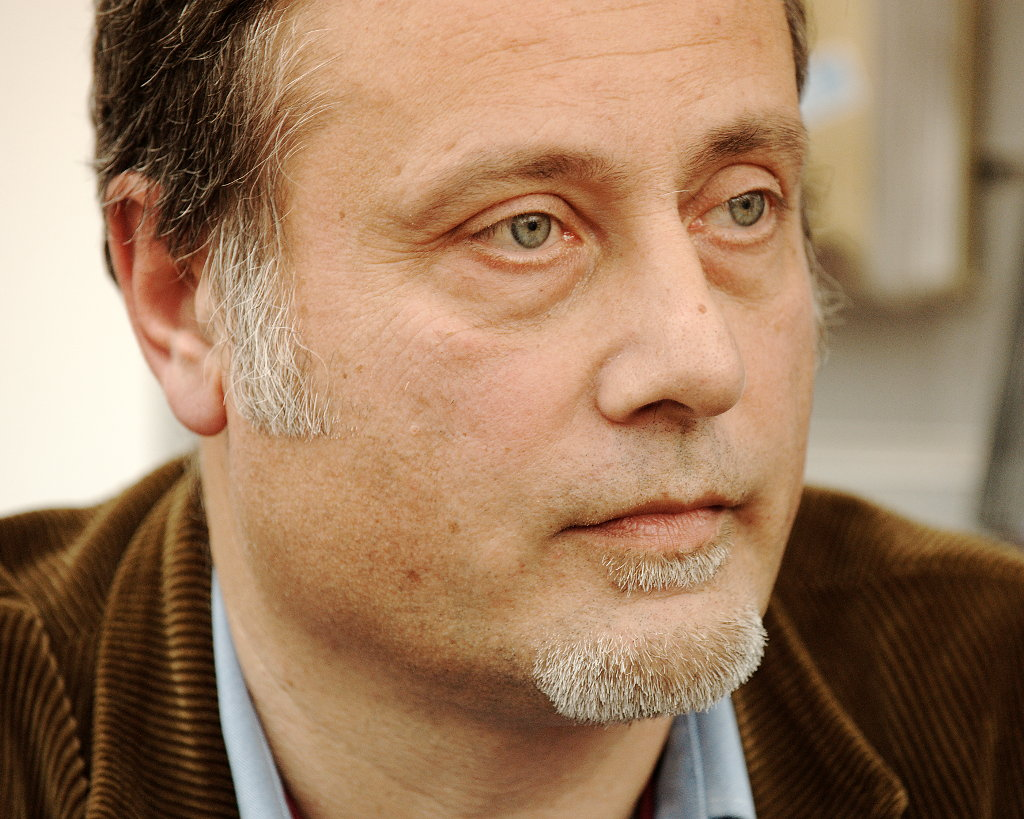
Massimo Carlotto, 2009

Massimo Carlotto (* 22. Juli 1956 in Padua) ist ein italienischer Autor, der vor allem Kriminalromane verfasst. Er war Mitglied der militanten Vereinigung Lotta Continua. Von 1976 bis 1993 stand er auf Grund einer Mordanklage im Mittelpunkt langer und kontroverser Gerichtsprozesse.

## Leben

### Der „Fall Carlotto“
Carlotto stand vor seiner Karriere als Schriftsteller im Zentrum eines der kontroversesten Gerichtsfälle der italienischen Geschichte. Fünf Jahre lang war er auf der Flucht, 11 Prozesse wurden ihm gemacht, sechs Jahre lang war er inhaftiert, 86 Richter und 50 Gutachter waren mit seinem Fall beschäftigt.
Carlotto fand 1976 in Padua die ermordete Studentin Margherita Magello in ihrer Wohnung. Gegen ihn begann ein Prozess, in dem er zunächst wegen der Beweislage für unschuldig erklärt wurde. 1978 verurteilte ihn ein Gericht in Venedig zu 18 Jahren Haft. Carlotto floh, erst nach Paris, dann nach Mexiko. Drei Jahre später wurde er von der mexikanischen Polizei gefangen genommen und an Italien ausgeliefert, wo er inhaftiert wurde. 1989 ordnete das Kassationsgericht eine Wiederaufnahme des Falles an. Es folgten eine Reihe von Prozessen, Gefängnisaufenthalten, Verurteilungen und Revisionen. Inzwischen war der Druck der Öffentlichkeit so groß, dass das Urteil 1993 aufgehoben und Carlotto aufgrund einer Entscheidung des italienischen Präsidenten Oscar Luigi Scalfaro begnadigt wurde.

### Schriftsteller
Nach seiner Freilassung veröffentlichte er seinen ersten Roman, Il fuggiasco („Der Flüchtling“), in dem er eigene Erlebnisse reflektiert. Danach begann er eine Romanserie um den „Detektiv ohne Lizenz“ Marco Burrati.

## Romane
- 1995 Il fuggiasco
  - Der Flüchtling, dt. von Hinrich Schmidt-Henkel, Stuttgart: Tropen 2010. ISBN 978-3-608-50205-3
- 1996 La verità dell'alligatore
  - Die Wahrheit des Alligators, dt. von Barbara Kleiner, München: Lichtenberg 2000. ISBN 3-785-28105-6
- 1997 Il mistero di mangiabarche
  - Die Schöne und der Alligator, dt. von Barbara Kleiner, München: Lichtenberg 2001. ISBN 3-785-28119-6
- 1999 Le irregolari
- 1999 Nessuna cortesia all'uscita
- 2000 Il corriere colombiano
- 2001 Arrivederci amore, ciao
  - Arrivederci amore, ciao, dt. von Hinrich Schmidt-Henkel; Berlin: Tropen 2007. ISBN 978-3-932170-94-2
- 2002 Il maestro di nodi
- 2004 L'oscura immensità della morte
  - Die dunkle Unermesslichkeit des Todes, dt. von Hinrich Schmidt-Henkel; Berlin: Tropen 2008. ISBN 978-3-608-00398-7
- 2004 Niente, più niente al mondo
- 2005 Nordest (mit Marco Videta)
  - Wo die Zitronen blühen, dt. von Judith Elze; Berlin: Tropen 2009. ISBN 978-3-608-50203-9
- 2006 La terra della mia anima
- 2007 Mi fido di te (mit Francesco Abate)
  - Ich vertraue dir, dt. von Ulrich Hartmann; München: Bertelsmann 2009. ISBN 978-3-570-01096-9
- 2007 L'alligatore
- 2008 Cristiani di Allah
- 2008 Perdas de Fogu (mit Mama Abot)
  - Tödlicher Staub, dt. von Hinrich Schmidt-Henkel, Stuttgart: Tropen 2012. ISBN 978-3608502077
- 2009 L'albero dei microchip (mit Francesco Abate)
- 2009 L'amore del bandito
  - Banditenliebe, dt. von Hinrich Schmidt-Henkel, Tropen, Stuttgart 2011. ISBN 978-3-608-50209-1
- 2010 Alla fine di un giorno noioso
  - Am Ende eines öden Tages, deutsch von Hinrich Schmidt-Henkel, Katharina Schmidt und Barbara Neeb, Stuttgart: Tropen 2016. ISBN 978-3-608-50137-7
- 2012 Respiro corto
  - Die Marseille-Connection, dt. von Hinrich Schmidt-Henkel, Stuttgart: Tropen 2013. ISBN 978-3-608501346.
- 2013 Cocaina (mit Gianrico Carofiglio und Giancarlo De Cataldo)
  - Kokain. Crime Stories, dt. von Karin Fleischanderl, Wien/Bozen: Folio Verlag 2013. ISBN 978-3-85256-628-3
- 2016 Il turista
  - Der Tourist, dt. von Monika Lustig und Cathrine Hornung, Wien/Bozen: Folio Verlag 2017. ISBN 978-3-85256-728-0
- 2017 Blues per cuori fuorilegge e vecchie puttane
  - Blues für sanfte Halunken und alte Huren: Ein Fall für den Alligator, dt. von Ingrid Ickler, Wien/Bozen: Folio Verlag 2019. ISBN 978-3-85256-772-3
- 2020 La signoroa del martedi
  - Die Frau am Dienstag, dt. von Ingrid Ickler, Bozen: Folio Verlag 2020. ISBN 978-3-85256-815-7
- 2021 E verrà un altro inverno
  - Und es kommt ein neuer Winter, dt. von Ingrid Ickler, Bozen: Folio Verlag 2022. ISBN 978-3-85256-850-8

## Auszeichnungen
- 2002 Premio Giorgio Scerbanenco für Il maestro di nodi
- 2008 Krimi des Jahres 2007 (Platz 7) in der KrimiWelt-Bestenliste für Arrivederci amore, ciao (Original: Arrivederci amore, ciao)